# Abadía de Waverley

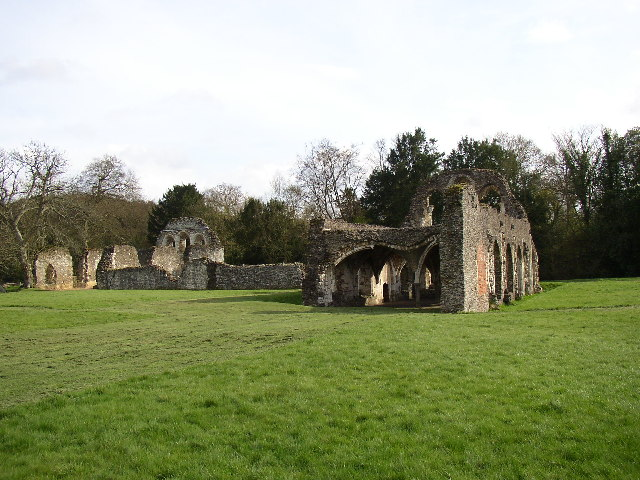
Ruinas de la Abadía de Waverley.

La abadía de Waverley fue la primera abadía cisterciense en Inglaterra, fundada en 1128 por William Giffard, obispo de Winchester. Está localizada cerca de una milla al sur de Farnham, Surrey, en un recodo del río Wey.

## Historia
Durante su primer siglo de existencia, se fundaron seis monasterios y a pesar de que muchos miembros abandonaban la abadía por tal razón, esta tenía setenta monjes y ciento veinte hermanos laicos en 1187. El lugar estaba sujeto a inundaciones regulares, sin embargo, en 1203 se comenzó una nueva iglesia y monasterio la cual fue dedicada en 1231.
El rey Juan I visitó Waverley en 1209, y Enrique III en 1225. La abadía también produjo los famosos anales de Waverley, una importante fuente de información de esa época. Para finales del siglo XIII, la abadía comenzó a perder su importancia. Para el tiempo en que fue suprimida por Enrique VIII en 1536 como parte de la disolución de los monasterios, solo había trece monjes en la comunidad y la abadía tenía un ingreso neto anual de £174.
Piedras de la abadía ya en ruinas fueron tomadas para la construcción de casas, incluyendo la casa Loseley Park en Compton. Las ruinas de la abadía de Waverley son manejadas hoy por English Heritage (Patrimonio Inglés).

## Segunda Guerra Mundial
Al menos dos programas televisivos de la BBC reclaman que el sitio de la abadía de Waverley formó parte de las defensas de Londres durante la Segunda Guerra Mundial. La defensa fue llamada GHQ Line. Estos alegatos son apoyados en parte por la gran cantidad de trampas para tanques a lo largo del río Wey en la parte trasera de la abadía. Se ha dicho que el gran espacio abierto formado por la curva del río en un lado y por un lago al otro, fue intencionado para ser una gran trampa para tanques para cualquier ejército alemán que intentara superar las defensas de Londres.

## Abades de Waverley
- John, murió en 1128
- Gilbert, 1128-9
- Henry, murió en 1182
- Henry de Chichester, 1182, renunció en 1187
- Christopher (abad de Bruerne, Oxfordshire), 1187
- John II. (hospitalario), 1196, murió en 1201
- John III. (cellarer), 1201, murió en 1216
- Adam, 1216, renunciado en 1219
- Adam II. (abad de Garendon, Leicestershire), 1219, renunció en 1236
- Walter Giffard (abad de Bittlesden, Bucks), 1236, murió en 1252
- Ralph (abad de Dunkewell, Devon), 1252, renunció en 1266
- William de Londres, 1266
- William de Hungerford, renunció en 1276
- Hugh de Leukenor, 1276, muerto en 1285
- Philip de Bedwinde, 1285
- William, 1316
- Robert, 1335
- John III., 1344
- John IV., 1349, murió en 1361
- John de Enford, 1385-6
- William Hakeleston, 1386, murió en 1399
- John Brid, 1399-1400
- Henry, 1433
- William, 1452
- William Martyn, 1456
- Thomas, 1478 y 1500
- William, 1509
- John, 1529
- William Alyng, 1535